# Affection (中西保志のアルバム)
『Affection』（アフェクション）は、中西保志6枚目のオリジナル・アルバム。1998年2月21日発売。発売元は日本コロムビア。

## 解説
初のシングルコレクションをはさんで前作「I'm here」から1年4か月ぶりの新作。シングルコレクションにも収録された2枚の既発シングル「それでいいよ」「恋はいいね」に加えて先行シングル「ONE」を含めた全11曲収録。発売当時、本作が日本コロムビアからの最後のオリジナル・アルバムとなった。

## 収録曲
1. ONE（5:08）[1]
  - 作詞：田沢智
  - 作曲："r" project
  - 編曲：武沢豊
  - テレビ朝日系「ウィークエンドライブ 週刊地球TV」エンディング・テーマ
2. Joy -裸足の夢-（4:10）[1]
  - 作詞：山田ひろし
  - 作曲・編曲：山内薫
  - テレビ東京系「風にタッチ」エンディング・テーマ
3. 愛っていったい（5:03）[1]
  - 作詞：川村真澄
  - 作曲：都志見隆
  - 編曲：武沢豊
4. 最後の贈り物（4:38）[1]
  - 作詞・作曲：黒須チヒロ
  - 編曲：富田素弘
5. 想い出に負けない（5:02）[1]
  - 作詞：並河祥太
  - 作曲：石毛智己
  - 編曲：富田素弘
6. On and On（6:54）[1]
  - 作詞：山田ひろし
  - 作曲・編曲：武沢豊
7. 恋はいいね（4:14）[1]
  - 作詞：山田ひろし
  - 作曲・編曲：武沢豊
8. それでいいよ（4:26）[1]
  - 作詞：山田ひろし
  - 作曲：都志見隆
  - 編曲：富田素弘
9. If（4:54）[1]
  - 作詞：山田ひろし
  - 作曲・編曲：幾見雅博
10. COME TO ME（4:24）[1]
  - 作詞・作曲：ボビー・コールドウェル
  - 編曲：富田素弘
11. One day（3:20）[1]
  - 作詞・作曲・編曲：富田素弘